# Gynacantha sextans
Gynacantha sextans é uma espécie de libelinha da família Aeshnidae.
Pode ser encontrada nos seguintes países: Angola, Camarões, República Democrática do Congo, Costa do Marfim, Guiné Equatorial, Gana, Guiné, Nigéria, Uganda e Zâmbia.
Os seus habitats naturais são: florestas subtropicais ou tropicais húmidas de baixa altitude e áreas húmidas dominadas por vegetação arbustiva.